# Родники (Курганская область)
Родники — деревня в Шумихинском районе Курганской области. До преобразования в июле 2020 года муниципального района в муниципальный округ входила в состав Стариковского сельсовета.

## География
Расположена в 9 км к югу от центра сельского поселения села Стариково.

## Население
| 1989 | 2002 | 2010 |
| ---- | ---- | ---- |
| 169  | ↘133 | ↘78  |

Национальный состав
Согласно результатам Всероссийской переписи населения 2002 года, в национальной структуре населения русские составляли 91 %.